# Конституция Камбоджи
Конституция Королевства Камбоджа (кхмер. រដ្ឋធម្មនុញ្ញកម្ពុជា) — основной закон Королевства Камбоджа. Принята Учредительным собранием 21 сентября 1993 года после его двухлетней деятельности по координации противоположных интересов двух сторон во время проведения в государстве миротворческой миссии ООН. Восстановила конституционную монархию, установила принцип разделения властей и народный суверенитет.

## Структура
Конституция Камбоджи состоит из преамбулы и 157 статей в 16 главах, а также 7 приложений. Преамбула содержит отказ от обычаев и норм, сформировавшихся в последние двадцать лет: 

Мы, народ Камбоджи, … претерпевший в последние два десятилетия страдания, разруху и трагический упадок; пробудившийся, воспрянувший в решительном порыве укрепить национальное единство, сохранить и защитить территорию Камбоджи и её благородный суверенитет и престиж цивилизации Ангкора, возродить Камбоджу как «Остров Мира» на принципах многопартийного либерального строя, гарантирующего права человека и уважение закона, ответственную за судьбы народа, всегда идущую навстречу прогрессу, развитию, процветанию и величию.— 
Первоначальный вариант Конституции отражал в полном объёме политическую систему первого королевства. 4 марта 1999 года в неё внесены поправки, изменяющие ряд статей (ст.ст. 11, 12, 13, 18, 22, 24, 26, 28, 30, 34, 51, 90, 93, 136, 140 и 141) и дополняющие текст новыми статьями (ст. 99—117) содержащими нормы формирования Сената — второй палаты парламента.

## Основные положения
Глава 2 Конституции устанавливает пожизненным главой государства Короля, который избирается Советом Трона. Король «царствует, но не правит» (ст. 7), ему отданы такие права, как назначение премьер-министра и Совета министров (ст. 19), подписание международных договоров и конвенций (ст.26), учреждение и присвоение государственных наград (ст. 29), подписание законов (ст. 28), объявление амнистии (ст. 27). В то же время Король обладает большим влиянием, поэтому принимает участие в разрешении внутриполитических споров. Король — гарант независимости судебной власти (ст. 132), он возглавляет Верховный Совет магистратуры (ст. 134).
Права и обязанности граждан содержатся в главе 3 Конституции. Статья 31 устанавливает принцип уважения прав и свобод человека и гражданина, а также равенство перед законом и запрет дискриминации. Среди гарантированных Конституцией прав и свобод устанавливаются такие как право на жизнь и свободу личной жизни, запрет смертной казни (ст. 32), право на справедливое судопроизводство (ст. 38), неприкосновенность жилища, тайна переписки (ст. 40), свобода слова (ст. 41), свобода совести, вероисповедания и равенство полов (ст. 43 и 45). В качестве государственной религии установлен буддизм (ст. 43). Конституция также закрепляет пассивное и активное избирательные права (ст. 33, 34), запрещает принудительный труд, торговлю людьми (ст. 46). В качестве обязанностей граждан Конституцией закреплены такие нормы, как лояльность государству и подчинение его законам и Конституции (ст. 49), уважение национального суверенитета и частной собственности (ст. 50).
Глава 4 устанавливает основные принципы политической и экономической жизни государства, например вечный нейтралитет (ст. 53), принципы рыночной экономики (ст. 56). Конституция закрепляет компетенцию органов государственной власти и административно-территориального устройства (ст. 145—146).

### Внесение поправок
Способы внесения поправок в Конституцию закреплены в статьях 151—153. С инициативой может выступить король, премьер-министр или Председатель Национального собрания по предложению 1/4 всех депутатов Национального собрания. Принимаются поправки или новая конституция 2/3 депутатов Национального собрания. Запрещен пересмотр конституции в период чрезвычайного положения (ст. 152) или упраздняющий демократические принципы и права и свободы граждан (ст. 153).